# Клепики (Пермский край)
Клёпики — деревня в составе Краснокамского городского округа в Пермском крае.

## Географическое положение
Деревня расположена на правом берегу реки Сюзьва у её устья на расстоянии примерно 8 километров на юго-запад от города Краснокамск.

## Климат
Климат умеренно континентальный. Наиболее тёплым месяцем является июль, средняя месячная температура которого 17,4—18,2 °C, а самым холодным январь со среднемесячной температурой −15,3…−14,7 °C. Продолжительность безморозного периода 110 дней. Снежный покров удерживается 170—180 дней.

## История
Известна с 1782 г. как «деревня У Клепиков». Переименована в 1964 году. До 2018 года входила в Майское сельское поселение Краснокамского района. После упразднения обоих муниципальных образований стала рядовым населённым пунктом Краснокамского городского округа. Представляет собой типичную дачную деревню, жители которой прописаны в Краснокамске и Перми. В окрестностях детский лагерь «Лесная Сказка», турбаза «Гознаковец» и район коттеджной застройки.

## Население
Постоянное население составляло 9 человек (все русские) в 2002 году, 16 человек в 2010 году.